# 66 Мая
66 Мая — астероїд головного поясу, відкритий 9 квітня 1861 року.
Тіссеранів параметр щодо Юпітера — 3,370.

## Назва
Ця мала планета була названа колишнім президентом Гарварду Дж. Квінсі на честь Маї, однієї з семи сестер Плеяд в грецькій міфології. Офіційне посилання на найменування було згадано в «Назвах малих планет» Пола Хергета в 1955 році.
Астероїди 130 Електра, 233 Астеропа і 1051 Меропа також були названі на честь міфологічних Семи Сестер. З цього приводу в 1861 році директор обсерваторії Джордж Філліпс Бонд висловив певне занепокоєння, оскільки ці назви вже були використані для іменування деяких з найяскравіших зірок розсіяного скупчення Стожари в сузір'ї Тельця: Мая, Електра, Астеропа і Меропа.